# Demi-sel (fromage)
Le demi-sel ou fromage demi-sel est une appellation fromagère du Pays de Bray qui doit son nom à sa pâte faiblement salée. 

## Caractéristiques
C'est un fromage à pâte fraîche, salée, de 40 % de matières grasses, d’un poids autour de 100 grammes et de forme carrée. Originellement, c’est un fromage fermier au lait cru produit et transformé dans le pays de Bray mais en 2017, des fabrications industrielles au lait pasteurisé s'élaborent un peu partout dans le nord-ouest de la France.